# Anthidium kvakicum
Anthidium kvakicum är en biart som beskrevs av Mavromoustakis 1939. Anthidium kvakicum ingår i släktet ullbin, och familjen buksamlarbin. Inga underarter finns listade i Catalogue of Life.